# 6 Gwardyjski Korpus Kawalerii (ZSRR)
6 Gwardyjski Korpus Kawalerii (ros. 6-й гвардейский кавалерийский корпус) – oddział kawalerii Armii Czerwonej utworzony podczas II wojny światowej przez przemianowanie 7 Korpusu Kawalerii.

## Formowanie i walki
6 Gwardyjski Korpus Kawalerii (6 KKgw.) został utworzony 19 stycznia 1943 przez przemianowanie 7 Korpusu Kawalerii. Zmianę nazwy korpusu uzasadniono następująco: za doskonałe prowadzenie działań bojowych w warunkach ostrej zimy, za umiejętne manewrowanie w głębokim operacyjnym zapleczu nieprzyjaciela, za odwagę i waleczność wykazaną w walkach korpus nazwano gwardyjskim.
W czasie walk w rejonie Charkowa 6 KKgw. pomimo że poniósł duże straty nie pozwlił się zniszczyć ani okrążyć. Wiążąc znaczne siły niemieckie, przyczynił się do osłabienia obrony Charkowa, w czasie gdy 40 Armia dowodzona przez gen. Moskalenkę oskrzydliła misto od północnego zachodu.
W czasie walk na ziemiach polskich 6 KKgw. otrzymał rozkaz ataku razem z innymi oddziałami w kierunku Przemyśla. 23 lipca 1944 dotarł do Rawy Ruskiej, a następnie do Janowa Lubelskiego. Miasto zostało uwolnione od okupacji niemieckiej 26 lipca 1944 po wspólnej walce 6 KKgw. i partyzantów z brygady Armii Ludowej.

## Dowództwo korpusu
dowódcy:
- gen. lejtn. Siergiej Sokołow (1943–1945)
- gen. mjr Iwan Kuc (1945–1945)

szef sztabu:
- gen. mjr Michaił Kiriłow

## Struktura organizacyjna
- 8 Gwardyjska Dywizja Kawalerii
- 13 Gwardyjska Dywizja Kawalerii
- 8 Dywizja Kawalerii[6].